# Fernando Pacheco (calciatore 1999)
Fernando José Pacheco Rivas, noto semplicemente come Fernando Pacheco (San Vicente de Cañete, 26 giugno 1999), è un calciatore peruviano, attaccante dello Sporting Cristal.

## Caratteristiche tecniche
È un centravanti.

## Carriera

### Club
Cresciuto nelle giovanili dello Sporting Cristal, ha esordito in prima squadra il 20 agosto 2016 disputando l'incontro di Campeonato Descentralizado vinto 1-0 contro l'Unión Comercio.

### Nazionale
Con la nazionale Under-20 peruviana ha preso parte al Sudamericano Under-20 2017.

## Statistiche
Statistiche aggiornate al 26 gennaio 2019.

### Cronologia presenze e reti in nazionale
| Cronologia completa delle presenze e delle reti in nazionale ― Perù under 20 | Cronologia completa delle presenze e delle reti in nazionale ― Perù under 20 | Cronologia completa delle presenze e delle reti in nazionale ― Perù under 20 | Cronologia completa delle presenze e delle reti in nazionale ― Perù under 20 | Cronologia completa delle presenze e delle reti in nazionale ― Perù under 20 | Cronologia completa delle presenze e delle reti in nazionale ― Perù under 20 | Cronologia completa delle presenze e delle reti in nazionale ― Perù under 20 | Cronologia completa delle presenze e delle reti in nazionale ― Perù under 20 |
| Data                                                                         | Città                                                                        | In casa                                                                      | Risultato                                                                    | Ospiti                                                                       | Competizione                                                                 | Reti                                                                         | Note                                                                         |
| ---------------------------------------------------------------------------- | ---------------------------------------------------------------------------- | ---------------------------------------------------------------------------- | ---------------------------------------------------------------------------- | ---------------------------------------------------------------------------- | ---------------------------------------------------------------------------- | ---------------------------------------------------------------------------- | ---------------------------------------------------------------------------- |
| 20-1-2017                                                                    | Ibarra                                                                       | Argentina under 20                                                           | 1 – 1                                                                        | Perù under 20                                                                | Sudamericano Sub-20 2017 - 1º turno                                          | -                                                                            |                                                                              |
| 21-1-2017                                                                    | Ibarra                                                                       | Perù under 20                                                                | 0 – 2                                                                        | Bolivia under 20                                                             | Sudamericano Sub-20 2017 - 1º turno                                          | -                                                                            |                                                                              |
| 23-1-2017                                                                    | Ibarra                                                                       | Perù under 20                                                                | 1 – 1                                                                        | Venezuela under 20                                                           | Sudamericano Sub-20 2017 - 1º turno                                          | -                                                                            | 77’                                                                          |
| 26-1-2017                                                                    | Ibarra                                                                       | Uruguay under 20                                                             | 2 – 0                                                                        | Perù under 20                                                                | Sudamericano Sub-20 2017 - 1º turno                                          | -                                                                            |                                                                              |
| 18-1-2019                                                                    | Talca                                                                        | Uruguay under 20                                                             | 0 – 1                                                                        | Perù under 20                                                                | Sudamericano Sub-20 2019 - 1º turno                                          | 1                                                                            | 46’ 53’ (rig.)                                                               |
| 22-1-2019                                                                    | Talca                                                                        | Paraguay under 20                                                            | 1 – 0                                                                        | Perù under 20                                                                | Sudamericano Sub-20 2019 - 1º turno                                          | -                                                                            |                                                                              |
| 26-1-2019                                                                    | Talca                                                                        | Argentina under 20                                                           | 1 – 0                                                                        | Perù under 20                                                                | Sudamericano Sub-20 2019 - 1º turno                                          | -                                                                            | 70’                                                                          |
| Totale                                                                       |                                                                              | Presenze                                                                     | 7                                                                            |                                                                              | Reti                                                                         | 1                                                                            |                                                                              |

## Palmarès

### Club

#### Competizioni nazionali
- Campionato peruviano: 2

Sporting Cristal: 2016, 2018

#### Competizioni statali
- Taça Rio: 1

Fluminense: 2020